# محمد محمد الذهباني
محمد بن محمد بن عبد الله الذهباني هو شاعر يمني. ولد عام 1927 في مدينة صنعاء. تلقى تعليمه في مسقط رأسه. بدأ حياته العملية في مزاولة الأعمال المهنية في صنعاء القديمة، ثم عمل في التجارة. جالس الشعراء والأدباء، وولع بالشعر. له مساهمات في كتابة الشعر الغنائي، انتقد فيها الحكم الإمامي. كتب القصيدة الغنائية العاطفية والوطنية. تغنى بأشعاره العديد من الفنانين أبرزهم أحمد السنيدار وعلي السمة
أبرز الأغاني (ياجانيات العناقيد و ياريم وادي بنا.له العديد من الدواوين الشعرية مثل 
1. ديوان أئمة اليمن .
2. ديوان اليمن ضحية التخلف والجشع
3. الانغام الشعبية ( الحمينية في ظل الثورة اليمنية )
4. اليمن ضحية التخلف والجشع .
5. الحنان والحث على مصالح اليمن .
6. دموع الأسى .
7. المطرقة والفأس .
8. ديوان وادي بنا .
9. ثورة الجوع .
10. مباهج الحياة في روائع الأدب ومغناه .
11. اناشيد ثورة اليمن .
12. ديوان اغاني الحقول .
13. ديوان النضال المهاب .